# 僕が父親になるまで
『僕が父親になるまで』（ぼくがちちおやになるまで）は、2013年3月2日1:45 - 3:00にNHK総合テレビで北海道地域のみで放送されたNHK札幌放送局制作のテレビドラマである。札幌市、函館市、小樽市など北海道内でロケーション撮影された。
キャッチフレーズは「神様の赤ん坊 アナザーストーリー」。

## あらすじ
渡辺早智は恋人である人気ロックバンドの島崎拓海に子供ができたことを告げる。拓海はバイトに明け暮れるようになり、バンドの活動に支障をきたすようになり脱退する。両親が反対する中、二人は子供を産み育てることを決意し、札幌を離れることにした。函館での出産を決心して、早智は入院、拓海はバイトへと出かける。無事男の子を出産したが、拓海からの連絡は途絶えたままだった。
クリスマスイブの夜、退院を迫られた早智は病院を出ることにした。行く当てもなく市電に乗り込み終着駅に着いたが、育てる自信を無くした早智は赤ん坊を置き去りにした。その終電の運転手が岩立修一であった。妻の瑞恵と二人暮らしをしている。二人には過去に子供にまつわる出来事があり、それに触れずに20年近く暮らしてきた。赤ん坊を発見した修一は瑞恵にその子を託し、自らその子の母親を探しに行く。
拓海は小樽でバイトをしていたが、なかなか稼げないでいた。加えて音楽を完全に棄てる決心も付かず、バイト先の女とカラオケに寄って時間をつぶすはずが、最終バスを逃してしまった。何とか函館に向かうトラックを見つけ、ヒッチハイクを始めた。

## 登場人物
島崎 拓海（しまざき たくみ）
演 - 渡辺大知（黒猫チェルシー）
札幌の大学生。地元人気ロックバンドのボーカル。早智の恋人。
渡辺 早智（わたなべ さち）
演 - 南沢奈央
拓海と同じ大学の学生。拓海の恋人で赤ん坊を出産することになる。
岩館 修一（いわだて しゅういち）
演 - 吉田栄作
函館市電の運転手。クリスマスイブの終電で放置された赤ん坊を発見する。
岩館 瑞恵（いわだて みずえ）
演 - 奥貫薫
修一の妻。花屋の店員。
神田
演 - 山野久治
電車営業所の職員。
トラック運転手
演 - 増子直純（怒髪天）
看護師
演 - 曽川留三子
教会の修道女
演 - 藤村志保
水族館のアルバイト女
演 - 木村愛里
水族館の職員
演 - 岩尾亮
バンドメンバー
演 - THE BOYS＆GIRLS

## スタッフ
- 脚本：橋口幸絵（劇団千年王國[注 7]代表）
- 音楽：羽岡佳 、福廣秀一朗
- 演出：片岡敬司、一色隆司
- 乳児監修：曽根育子
- 記録編集：石川真紀子
- 美術進行：坂口大吾
- 映像技術：竹内利夫
- 音声：石田継
- 撮影：高橋利明
- 照明：瀬野勝夫
- 技術：片岡啓太
- 音響効果：菊地亮
- 美術：日高一平
- プロデューサー：北生大介
- 制作統括：大西健太郎（NHK札幌放送局）
- 制作協力：北海道函館市
- 制作・著作：NHK